# RAB40B
RAB40B (англ. RAB40B, member RAS oncogene family) – білок, який кодується однойменним геном, розташованим у людей на довгому плечі 17-ї хромосоми. Довжина поліпептидного ланцюга білка становить 278 амінокислот, а молекулярна маса — 30 956.
| 10         |  | 20         |  | 30         |  | 40         |  | 50         |
| ---------- |  | ---------- |  | ---------- |  | ---------- |  | ---------- |
| MSALGSPVRA |  | YDFLLKFLLV |  | GDSDVGKGEI |  | LASLQDGAAE |  | SPYGHPAGID |
| YKTTTILLDG |  | RRVKLQLWDT |  | SGQGRFCTIF |  | RSYSRGAQGV |  | ILVYDIANRW |
| SFDGIDRWIK |  | EIDEHAPGVP |  | KILVGNRLHL |  | AFKRQVPTEQ |  | AQAYAERLGV |
| TFFEVSPLCN |  | FNITESFTEL |  | ARIVLLRHGM |  | DRLWRPSKVL |  | SLQDLCCRAV |
| VSCTPVHLVD |  | KLPLPIALRS |  | HLKSFSMANG |  | LNARMMHGGS |  | YSLTTSSTHK |
| RSSLRKVKLV |  | RPPQSPPKNC |  | TRNSCKIS   |  |            |  |            |

A: Аланін

C: Цистеїн

D: Аспарагінова кислота

E: Глутамінова кислота

F: Фенілаланін

G: Гліцин

H: Гістидин

I: Ізолейцин

K: Лізин

L: Лейцин

M: Метіонін

N: Аспарагін

P: Пролін

Q: Глутамін

R: Аргінін

S: Серин

T: Треонін

V: Валін

W: Триптофан

Кодований геном білок за функцією належить до ліпопротеїнів. 
Задіяний у такому біологічному процесі, як убіквітинування білків. 
Білок має сайт для зв'язування з нуклеотидами, ГТФ. 
Локалізований у клітинній мембрані, мембрані.